# Barlangi medve

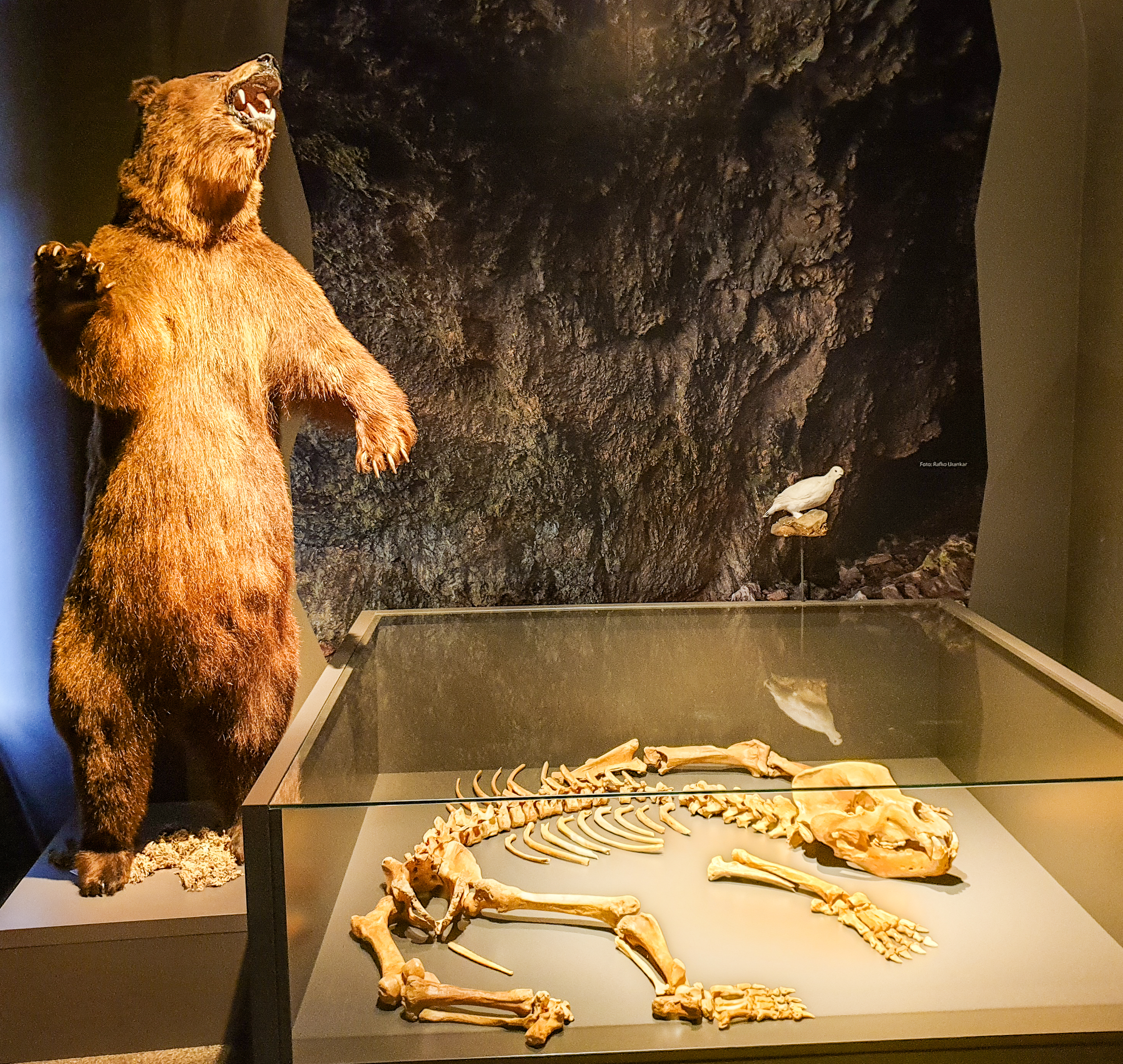
A barlangi medve legtovább élt alfajának, az Ursus ingressusnak a rekonstrukciója a Celjei Regionális Múzeumban

A barlangi medve (Ursus spelaeus) a medvefélék családjának egy kihalt faja, amely kb. 250-300 000 éve jelent meg a pleisztocén kori Európában és a legutóbbi jégkorszak, a Würm-glaciális végével tűnt el, mintegy 24 000 éve.

## Leírása
A jégkorszak emberének kortársa volt. Elnevezése onnan származik, hogy csontjait főleg európai barlangokban találták meg igen nagy számban: Nyugat-Európától egészen a Fekete- és Kaszpi-tenger mellékéig, például Magyarországhoz legközelebb Romániában, Bihar megyében, a Mézgedi-cseppkőbarlangban. A szintén Bihar-megyében, Kiskoh községben található Medve-barlangban ugyancsak számos barlangi medve csontmaradványt találtak, sőt egy példány teljes csontváza is épségben megmaradt. Mindez arra utal, hogy több időt tölthetett barlangokban, mint a mai barna medve, amely csak a téli álom időszakára keresi fel a földkéreg üregeit.
A barlangi medvék több vonása különbözött a mai barna medvékétől:
- mintegy harmadával voltak nagyobbak nála (kb. akkorák, mint a mai észak-amerikai kodiak-medvék), tömegük 225–700 kg között lehetett;
- a testükhöz képest nagyobb fejük volt, domború homlokkal;
- végtagjaik rövidebbek és vaskosabbak voltak.

A barna medvékhez hasonlóan mindenevők lehettek: vagyis főleg különféle növényekkel, bogyókkal táplálkozhattak, de ha szerét ejthették, akkor nem vetették meg a húst sem. Maximális életkoruk 20 év körül lehetett.
Az Alpok magasabb vidékein és a németországi Harz hegységben helyileg kialakult, törpe változatainak csontmaradványait találták meg.
Kihalásuk okai vitatottak: egyrészt sok ép csontvázat találtak, ami arra utal, hogy többségük természetes halállal pusztult el; másrészt pedig valószínűsíthető, hogy az akkori emberek vadásztak rájuk. (Erről bővebben: pleisztocén megafauna.)
Némely régészeti leletekből az is kitűnik, hogy egyes jégkorszaki népcsoportok totemállatukként tisztelték: vagyis kegyhelyeket állítottak fel számukra.
2017-ben az év ősmaradványának választották, legyőzve a Parascutella nevű miocén kori tengeri sünt, és a balatoni kecskeköröm, tudományos nevén Congeria ungulacaprae nevű pannónia kagylót.

## Származása, alfajai
A barlangi medve és a modern barnamedve közös őse a mintegy 5,3 millió évvel ezelőttől 100.000 évvel ezelőttig az északi féltekén élt etruszk medve (Ursus etruscus) volt. Az utolsó közös őseik 1,2 – 1,4 millió évvel ezelőttig élhettek. A barlangi medve közvetlen őse valószínűleg az európai pleisztocén kori Ursus deningeri volt.
Európában három alfaja alakult ki, az Ursus ladinicus és az Ursus eremus Közép-Európában és az Ursus s. spelaeus Nyugat-Európában. Egy negyedik, lényegesen nagyobb méretű alfaj, az Ursus ingressus Ázsiában alakult ki és onnan terjeszkedett el Európában is. Az Ursus ladinicus élt valószínűleg a legmagasabban, 1200 – 2800 méter magasan az Alpokban, a legnagyobb testű állat, az Ursus ingressus csak 1700 méter alatt élt meg. Valószínűleg ez az alfaj pusztult ki utoljára, mintegy 30 000 évvel ezelőtt. Számos példányának csontvázát találták meg a szlovéniai Potočka-barlangban.

## Magyarországi előfordulásai
Magyarországon az érdi Fundoklia-völgyben az őskori vadászat eredménye 95%-ban barlangi medve volt, de számos más hazai lelőhelyről előkerültek a maradványai.

## Képek

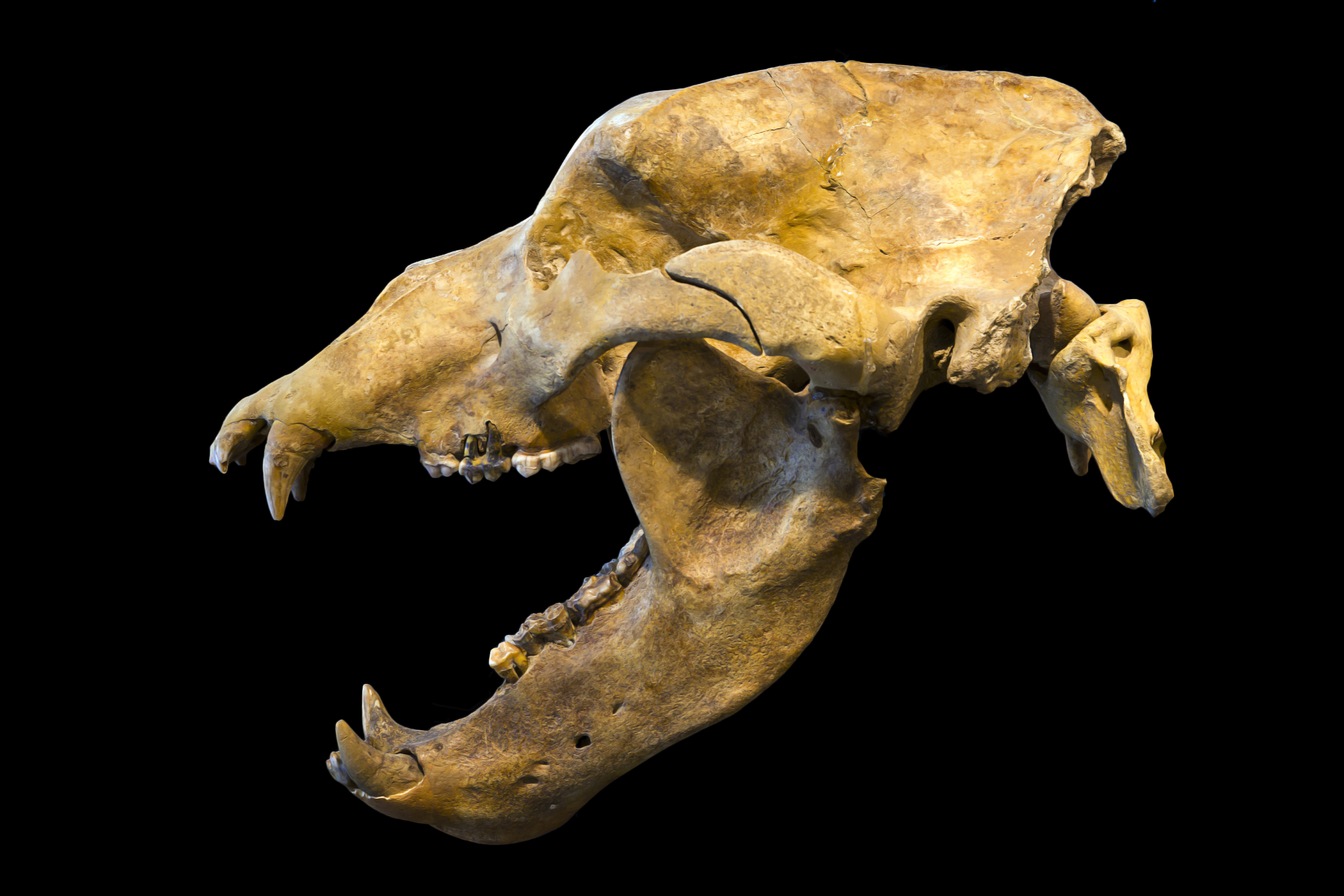
Barlangi medve koponyája
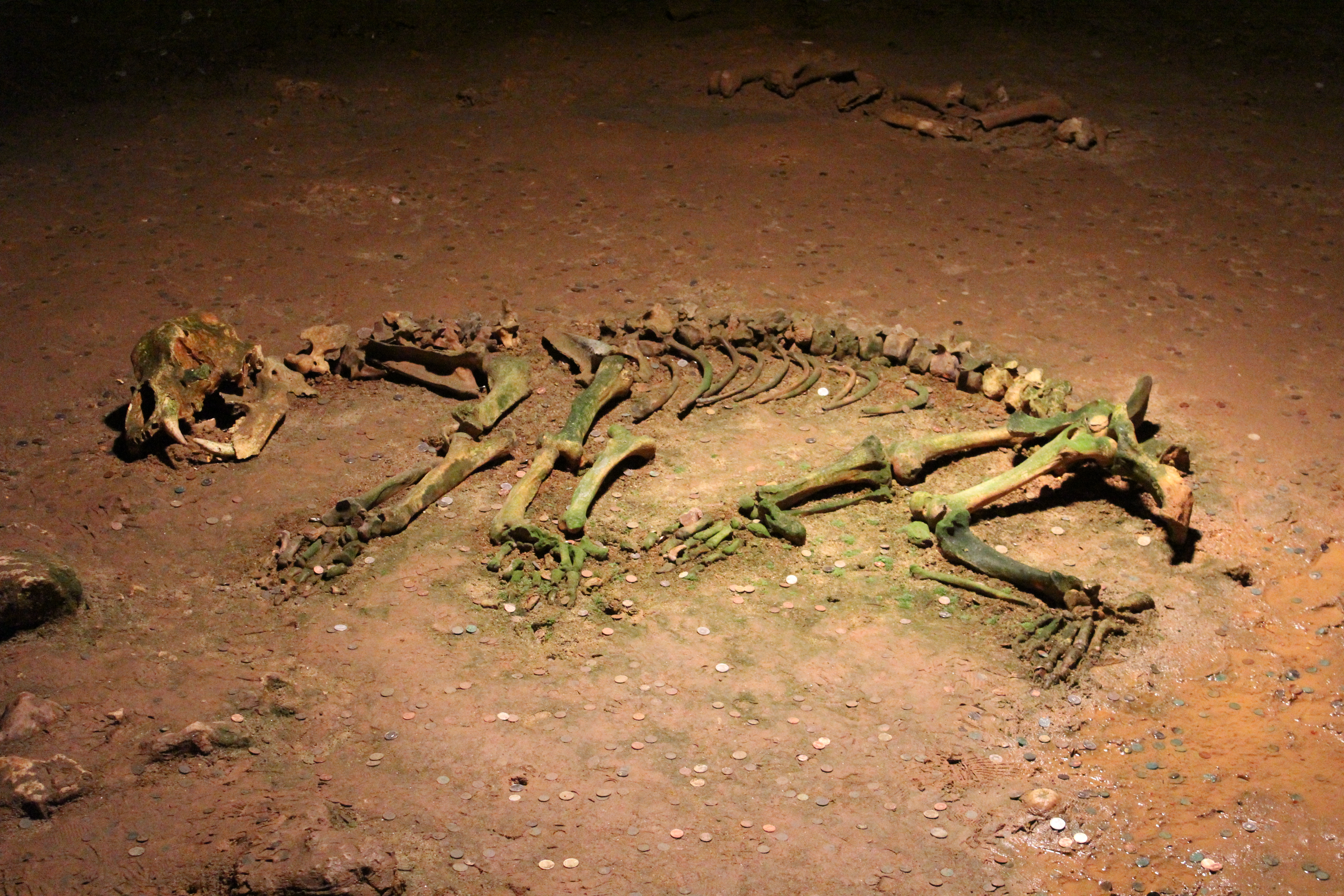
Csontváza a kiskohi Medve-barlangban
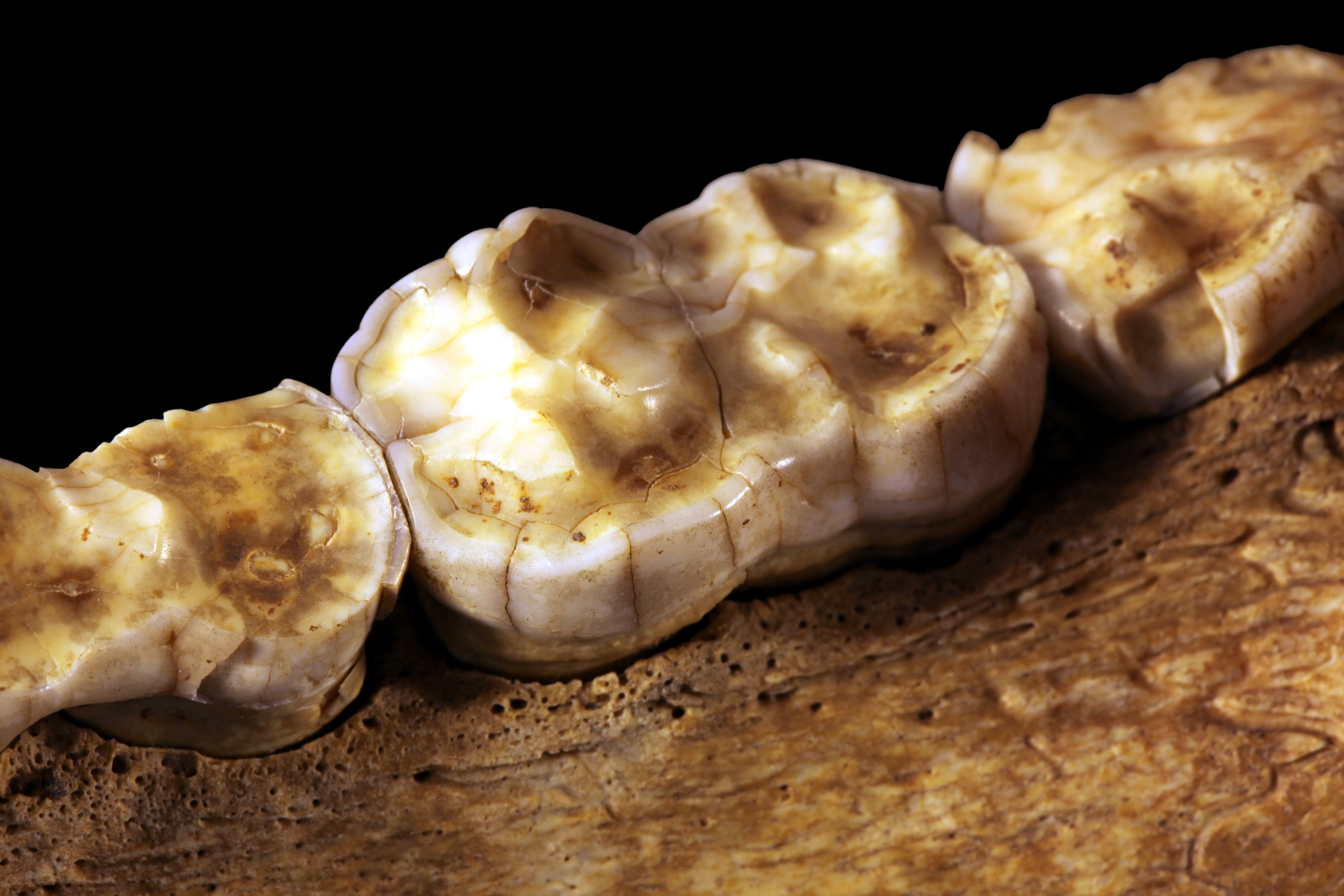
Barlangi medve fogai
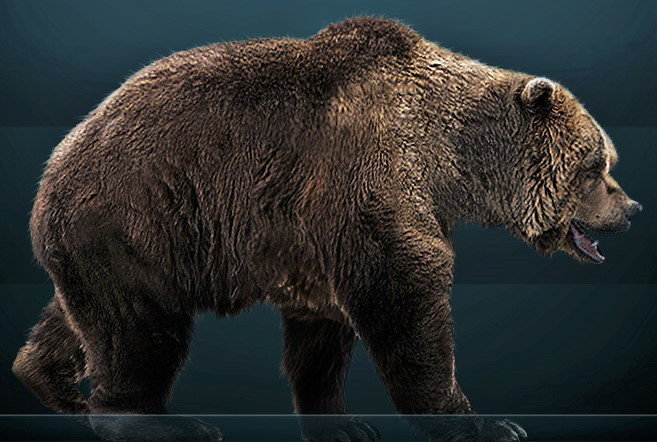
Rekonstrukciója
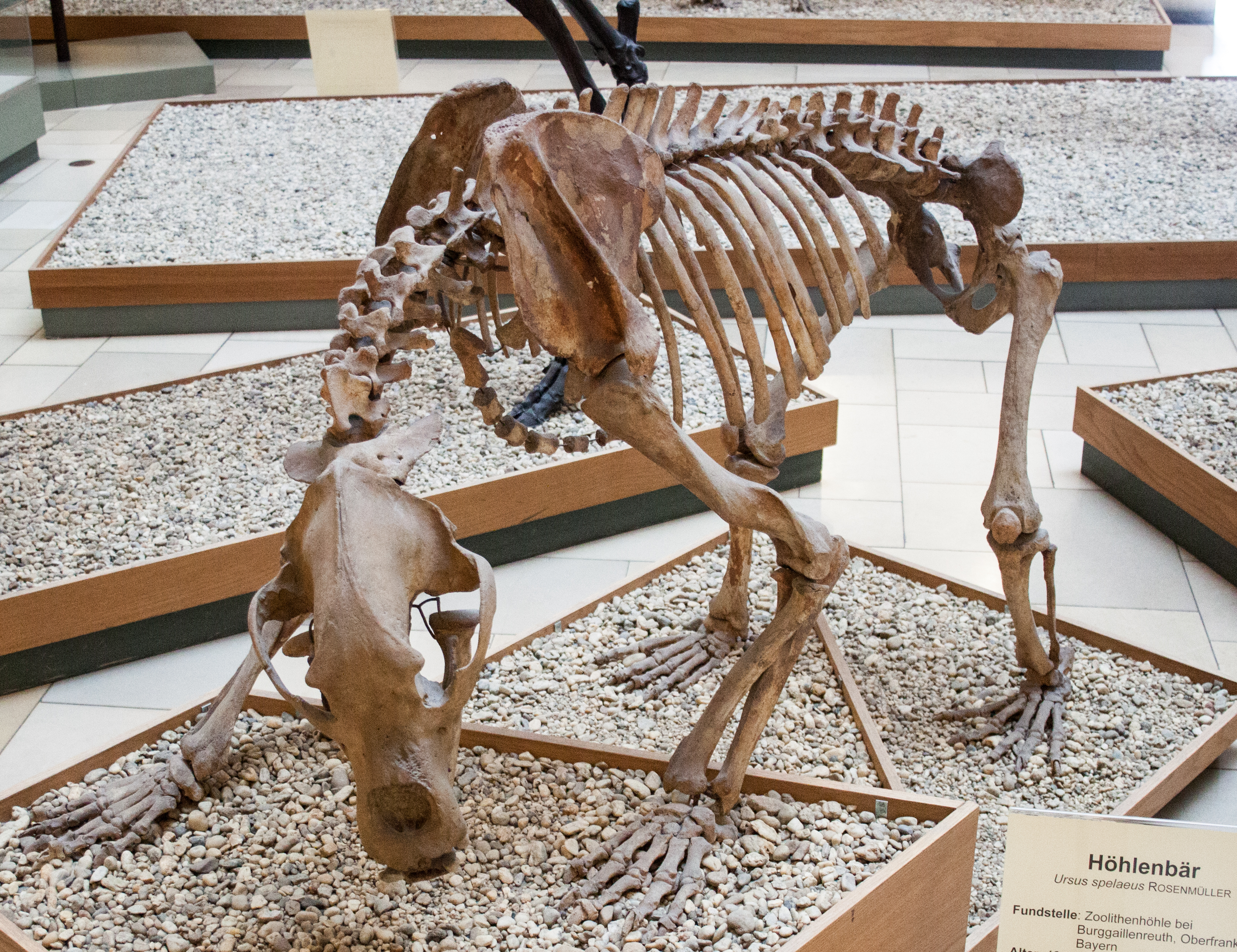
Csontváza a Müncheni Palaeontológiai Múzeumban
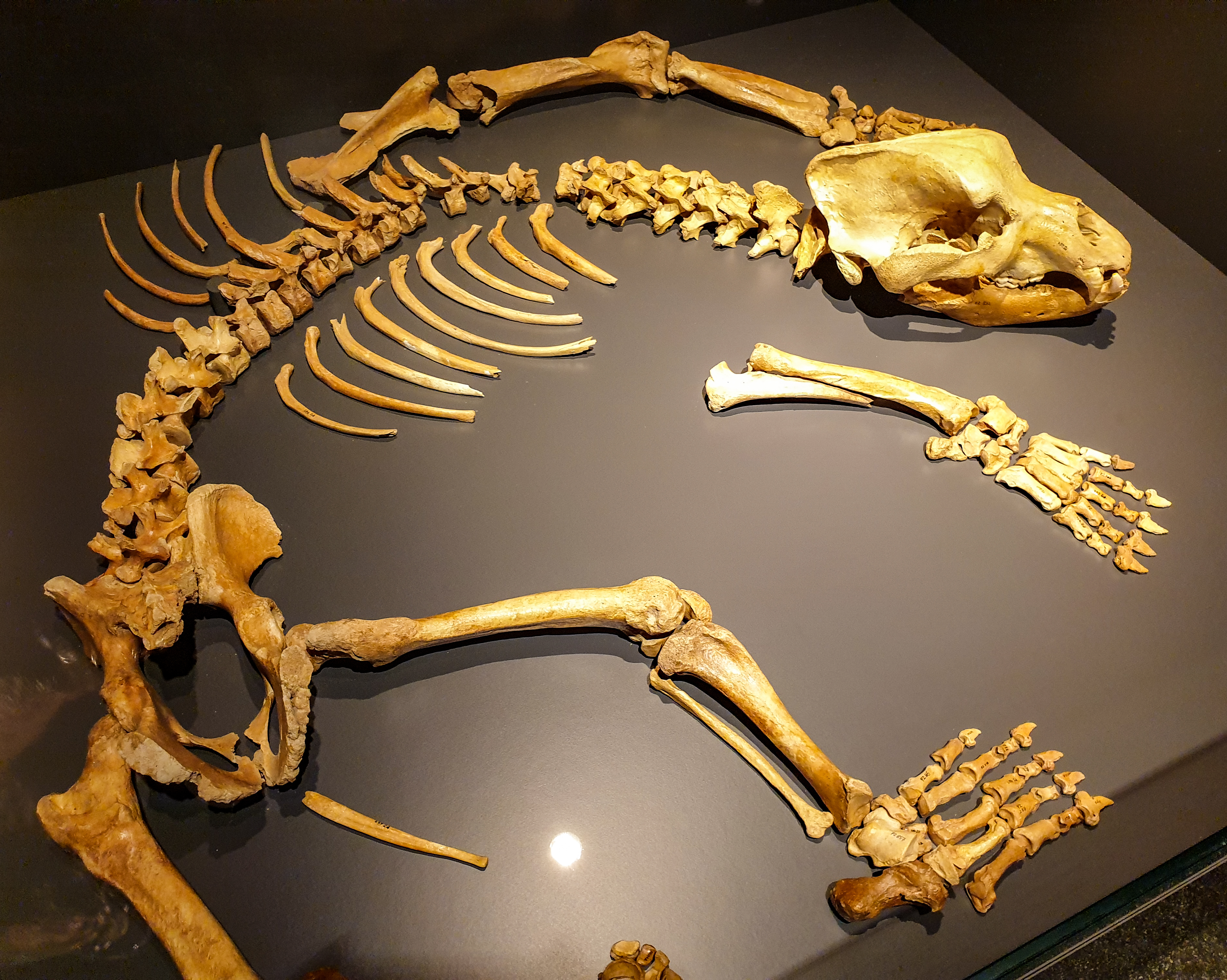
Az Ursus ingressus csontváza